# Pattinaggio di velocità ai XXIII Giochi olimpici invernali - 5000 m maschile
La gara dei 5000 m maschile di pattinaggio di velocità dei XXIII Giochi olimpici invernali di Pyeongchang si è svolta l'11 febbraio 2018 sulla pista dell'ovale di Gangneung a partire dalle ore 16:00 (UTC+9).
Il pattinatore olandese Sven Kramer ha conquistato la medaglia d'oro, mentre l'argento e il bronzo sono andati rispettivamente al canadese Ted-Jan Bloemen e al norvegese Sverre Lunde Pedersen.

## Record
Prima della manifestazione il record del mondo e il record olimpico erano i seguenti:
| Record mondiale | 6'01"86 | Ted-Jan Bloemen Canada  | 10 dicembre 2017 Salt Lake City, Stati Uniti |
| Record olimpico | 6'10"76 | Sven Kramer Paesi Bassi | 8 febbraio 2014 Soči, Russia                 |

Durante la competizione è stato battuto il seguente record:
| Data        | Evento      | Atleta      | Nazione     | Tempo   | Record          |
| ----------- | ----------- | ----------- | ----------- | ------- | --------------- |
| 11 febbraio | Batteria 10 | Sven Kramer | Paesi Bassi | 6'09"76 | Record olimpico |

## Risultati
| Pos.    | Batteria | Corsia | Atleta                | Nazione       | Tempo    | Distacco | Note            |
| ------- | -------- | ------ | --------------------- | ------------- | -------- | -------- | --------------- |
| Oro     | 10       | I      | Sven Kramer           | Paesi Bassi   | 6'09"76  | -        | Record olimpico |
| Argento | 9        | I      | Ted-Jan Bloemen       | Canada        | 6'11"616 | +1"85    |                 |
| Bronzo  | 9        | O      | Sverre Lunde Pedersen | Norvegia      | 6'11"618 | +1"85    |                 |
| 4       | 8        | O      | Peter Michael         | Nuova Zelanda | 6'14"07  | +4"31    |                 |
| 5       | 5        | I      | Lee Seung-hoon        | Corea del Sud | 6'14"15  | +4"39    |                 |
| 6       | 5        | O      | Bart Swings           | Belgio        | 6'14"57  | +4"81    |                 |
| 7       | 8        | I      | Jan Blokhuijsen       | Paesi Bassi   | 6'14"75  | +4"99    |                 |
| 8       | 11       | I      | Nicola Tumolero       | Italia        | 6'15"48  | +5"72    |                 |
| 9       | 3        | O      | Seitarō Ichinohe      | Giappone      | 6'16"55  | +6"79    |                 |
| 10      | 10       | O      | Patrick Beckert       | Germania      | 6'17"91  | +8"15    |                 |
| 11      | 7        | O      | Alexis Contin         | Francia       | 6'18"13  | +8"37    |                 |
| 12      | 11       | O      | Moritz Geisreiter     | Germania      | 6'18"34  | +8"58    |                 |
| 13      | 4        | I      | Simen Spieler Nilsen  | Norvegia      | 6'18"39  | +8"63    |                 |
| 14      | 1        | O      | Nils van der Poel     | Svezia        | 6'19"06  | +9"30    |                 |
| 15      | 4        | O      | Bob de Vries          | Paesi Bassi   | 6'22"26  | +12"50   |                 |
| 16      | 2        | O      | Ryousuke Tsuchiya     | Giappone      | 6'22"45  | +12"69   |                 |
| 17      | 3        | I      | Livio Wenger          | Svizzera      | 6'24"16  | +14"40   |                 |
| 18      | 6        | O      | Håvard Bøkko          | Norvegia      | 6'24"50  | +14"74   |                 |
| 19      | 7        | I      | Davide Ghiotto        | Italia        | 6'29"25  | +19"49   |                 |
| 20      | 6        | I      | Andrea Giovannini     | Italia        | 6'30"71  | +20"95   |                 |
| 21      | 2        | I      | Emery Lehman          | Stati Uniti   | 6'31"16  | +21"40   |                 |
| 22      | 1        | I      | Adrian Wielgat        | Polonia       | 6'31"71  | +21"95   |                 |